# ضد ضرب

مثالی برای ضد ضرب

ضدِ ضرب (به فرانسوی: Contretemps) از اصطلاحات موسیقی است و زمانی اتفاق می‌افتد که به جای ضرب‌های قوی، یا قسمت‌های قویِ ضرب‌ها، سکوت قرار گیرد.
این حالت تا حدودی به سنکُپ شبیه است و برخی آن را گونه‌ای از سنکپ می‌دانند.

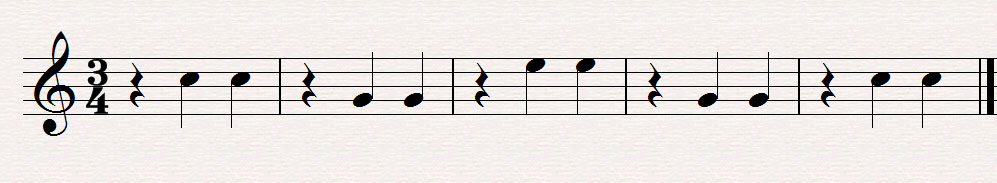
مثالی برای ضد ضرب در حالت فرم ریتمی

در ضد ضرب، صدا یا صداها به جای ضرب قوی، از ضرب ضعیف یا قسمتِ ضعیفِ ضرب‌ها آغاز می‌شوند ولی روی ضربِ بعدی امتداد نمی‌یابند.

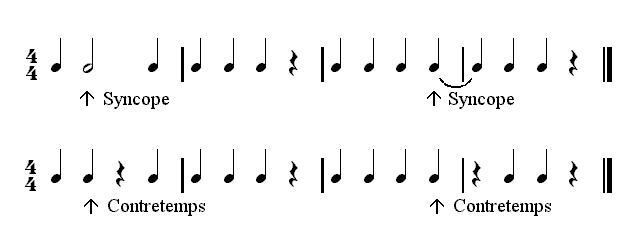
تفاوت سنکپ و ضد ضرب

ضد ضرب‌ها فرم‌های ریتمی خاصی به‌وجود می‌آورند که در موسیقی، به‌ویژه در همراهی‌ها کاربردهای بسیاری دارند.